# Sankarnagar
Sankarnagar là một thị xã panchayat của quận Tirunelveli thuộc bang Tamil Nadu, Ấn Độ.

## Nhân khẩu
Theo điều tra dân số năm 2001 của Ấn Độ, Sankarnagar có dân số 5067 người. Phái nam chiếm 51% tổng số dân và phái nữ chiếm 49%. Sankarnagar có tỷ lệ 82% biết đọc biết viết, cao hơn tỷ lệ trung bình toàn quốc là 59,5%: tỷ lệ cho phái nam là 85%, và tỷ lệ cho phái nữ là 79%. Tại Sankarnagar, 9% dân số nhỏ hơn 6 tuổi.